# Dynastes miyashitai
Espèce
Dynastes miyashitai est une espèce d'insectes de l'ordre des coléoptères et de la famille des scarabéidés.
Il vit au Mexique.
Le mâle mesure de 50 à 90 mm et la femelle de 40 à 50 mm.